# 九龍巴士58X線
九龍巴士58X線是香港的一條日間巴士路線，來往屯門（良景邨）及旺角東站之間。
本線往旺角東站方向在離開屯門公路後，不論在停站、走線、終點站均與59X及67X一樣。唯芸芸取道屯門公路大欖一段的全日專利巴士路線中，僅得本線於屯門公路轉車站來回方向不停站直駛。

## 歷史
- 1990年3月12日：本線開辦，初期只行走平日繁忙時間，假日由早上至黃昏服務。
- 1991年1月25日：提升至全日服務，平日於66X停開時段，改經山景邨及大興邨。
- 1991年9月9日：本線改以非空調巴士混合空調巴士行走。
- 1993年12月15日：不經山景邨及大興邨，配合66X提升至每天全日服務。
- 2001年9月30日：本線與其餘2條以旺角火車站為總站的屯門區巴士線（即59X及67X）全線以空調巴士行走，全程車費為$10.7。
- 2007年12月2日：配合兩鐵合併，旺角火車站改稱旺角東鐵路站。
- 2008年6月8日：九巴加價，全程車費增至$11.3，屯門區內分段收費亦增至$3.7。
- 2011年5月15日：九巴加價，全程車費增至$11.7，屯門區內分段收費亦增至$3.9。
- 2013年3月17日：九巴加價，全程車費增至$12.3，屯門區內分段收費亦增至$4.1。
- 2014年7月6日：九巴加價，全程車費增至$12.8，屯門區內分段收費亦增至$4.3。
- 2015年3月21日：增設到站時間預報。[4]
- 2017年7月1日：為配合九巴專營權延續，推行學生長途路線即日回程半價折扣優惠計劃。
- 2023年12月11日：由建生開出之特別班次星期六取消服務。[5]

## 服務時間及班次
| 屯門（良景邨）開 | 屯門（良景邨）開 | 屯門（良景邨）開 | 旺角東站開       | 旺角東站開   | 旺角東站開   |
| 日期             | 服務時間         | 班次（分鐘）     | 日期             | 服務時間     | 班次（分鐘） |
| ---------------- | ---------------- | ---------------- | ---------------- | ------------ | ------------ |
| 星期一至五       | 05:30-07:10      | 10               | 星期一至五       | 06:30-07:00  | 15           |
| 星期一至五       | 07:01-07:59      | 7                | 星期一至五       | 07:00-09:00  | 20           |
| 星期一至五       | 07:59-10:07      | 9/10             | 星期一至五       | 09:00-14:00  | 15           |
| 星期一至五       | 10:07-17:55      | 12               | 星期一至五       | 14:00-15:12  | 12           |
| 星期一至五       | 17:55-20:10      | 15               | 星期一至五       | 15:12-16:00  | 8            |
| 星期一至五       | 20:10-23:30      | 20               | 星期一至五       | 16:00-21:40  | 5-7          |
|                  |                  |                  | 星期一至五       | 21:40-22:40  | 10           |
| 22:40-00:40      | 15               |                  | 星期一至五       |              |              |
| 星期六           | 05:30-07:00      | 15               | 星期六           | 06:30-07:45  | 15           |
| 星期六           | 07:00-10:00      | 7-9              | 星期六           | 07:45-11:57  | 12           |
| 星期六           | 10:00-12:00      | 10               | 星期六           | 11:57-22:46  | 6-10         |
| 星期六           | 12:00-18:05      | 8/9              | 星期六           | 22:46-23:10  | 12           |
| 星期六           | 18:05-20:05      | 12               | 星期六           | 23:10-23:55  | 15           |
| 星期六           | 20:05-20:50      | 15               | 星期六           | 00:15、00:40 | 00:15、00:40 |
| 星期六           | 20:50-23:30      | 20               |                  |              |              |
| 星期日及公眾假期 | 05:30-07:50      | 20               | 星期日及公眾假期 | 06:30-09:10  | 20           |
| 星期日及公眾假期 | 07:50-09:50      | 12               | 星期日及公眾假期 | 09:10-10:40  | 15           |
| 星期日及公眾假期 | 09:50-17:07      | 9/10             | 星期日及公眾假期 | 10:40-13:30  | 10           |
| 星期日及公眾假期 | 17:07-19:55      | 12               | 星期日及公眾假期 | 13:30-22:05  | 8/9          |
| 星期日及公眾假期 | 19:55-21:10      | 15               | 星期日及公眾假期 | 22:05-23:05  | 12           |
| 星期日及公眾假期 | 21:10-23:30      | 20               | 星期日及公眾假期 | 23:05-23:20  | 15           |
|                  |                  |                  | 星期日及公眾假期 | 23:20-00:40  | 20           |

特別班次（屯門（建生）→ 旺角東站）
- 星期一至五：07:20

星期六、日及公眾假期不設服務

## 收費
全程：$13.9
- 屯門（良景邨）往華都花園或之前：$4.8
- 美孚站往旺角東站：$6.9
- 旺角警署往旺角東站：$5.6
- 屯門市廣場往良景邨：$4.8

| - 本線設有12歲以下小童及65歲或以上長者半價優惠。 - 65歲或以上香港居民使用「樂悠咭」，以及12歲以下合資格殘疾兒童使用「殘疾人士身份」個人八達通繳付車資，均可享有每程$2.0或半價（以較低者為準）的票價優惠；12至64歲合資格殘疾人士使用「殘疾人士身份」個人八達通（包括「樂悠咭」），以及60至64歲香港居民使用「樂悠咭」繳付車資，均可享有每程$2.0或全費（以較低者為準）的票價優惠。 - 65歲或以上長者如使用長者或一般個人八達通繳付車資，則只可享有半價優惠；12至64歲合資格殘疾人士如不使用「殘疾人士身份」個人八達通，以及60至64歲人士如不使用「樂悠咭」繳付車資，必須繳付全費。 - 乘客可以現金或八達通於上車時付款，不設找續。 - 每位成人乘客可免費攜帶最多兩名4歲以下而不佔座位的兒童乘客乘車，超額之4歲以下小童必須繳付小童車費乘車。 - 持有「九巴月票」之乘客在車票有效期內，每日可享最多10程任何九龍巴士及龍運巴士路線（包括本路線，以及聯營路線的九龍巴士／龍運巴士提供的班次；惟乘搭機場「A」及「NA」線則可享原價二七折優惠（不會計算每天10次合資格車程））；而B1線則每日可享最多各2程（不會計算每天10次合資格車程）。 - 九龍巴士、城巴、龍運巴士及陽光巴士全職員工及家屬（不包括外判職員）可免費乘搭本路線，惟必須拍職員或職員家屬八達通。 - 乘客亦可透過多元化電子支付系統（e度嘟）繳付車資，包括使用非接觸式VISA卡、JCB卡、萬事達卡、銀聯卡、美國運通、大來國際、Discover Card、Apple Pay、Google Pay、Samsung Pay、AlipayHK「易乘碼」、支付寶、WeChatHK／微信支付「搭車碼」、銀聯雲閃付「乘車碼」及BOC Pay「乘車碼」。乘客使用此付款方式，使用此支付方式的乘客可享有中途下車之分段收費，以及與其他九巴／龍運獨營路線或聯營線九巴／龍運班次之轉乘優惠，惟不適用於與非九巴／龍運路線之轉乘優惠，亦不能享有「公共交通費用補貼計劃」及「長者及合資格殘疾人士公共交通票價優惠計劃」。 - 帶粗體字者為雙向分段收費，乘客必須使用八達通（九巴月票除外）上車拍卡繳費，並於下車前後於指定巴士站裝設拍卡機確認八達通，方可享有分段收費優惠。 |

### 八達通轉乘優惠
乘客登上本線後指定時間內以同一張八達通卡轉乘以下路線，或從以下路線登車後指定時間以同一張八達通卡轉乘本線，次程可獲車資折扣優惠：
58X←→2A，轉乘時限150分鐘
- 58X往旺角東站 → 2A往樂華，次程車資全免
- 2A往美孚 → 58X往良景邨，次程可獲$5.6車資折扣優惠，首程須於塘尾道或之後登車

58X←→18，次程可獲$4.2車資折扣優惠，轉乘時限150分鐘
- 58X往旺角東站 → 18往愛民
- 18往深水埗 → 58X往良景邨

58X←→67A
- 58X往良景 → 67A任何方向，次程車資全免，轉乘時限150分鐘
- 67A往寶田 → 58X往旺角東站，次程可獲$4.6車資折扣優惠，轉乘時限60分鐘，首程須於屯門官立中學或之後登車

## 使用車輛
改為全線空調服務之前，本線的空調巴士的比例屬偏低水平（26輛巴士當中只有7輛是有空調設備的），其餘的都是非空調巴士。當時的非空調巴士主要是以1990年丹尼士巨龍（俗稱ES龍）及1994年丹尼士巨龍（密龍）為主，亦有少數1993年利蘭奧林比安（俗稱老虎蘭）及1995年富豪奧林比安行駛。
全冷初期，除了採用富豪奧林比安巴士外，還有從59X線調至的前龍運巴士的1998年丹尼士三叉戟（1XX系）及1998年都普車身丹尼士三叉戟巴士行駛，還有一輛配電子路線牌箱的2000年丹尼士三叉戟巴士（JN1566）行駛本線。亞歷山大丹尼士Enviro 500在2004年11月開始陸續引入本線。
2008年5月，因應駛經彌敦道的巴士路線的低地台掛牌車必須是歐盟3型或以上引擎排放的巴士，所以原有的歐盟2型引擎巴士（即2輛1998年前龍運三叉戟、1輛2000年都普車身丹尼士三叉戟）被換走，由於旺角東鐵路站巴士總站的坑位問題，因此換入了3輛原本行駛260X線的2002年丹尼士三叉戟巴士（KU7538、KU7668、KU7002）。
2009年12月25日，因應用車調動，本線換入3輛猛獅24.310（配置歐盟3型引擎）；原本行駛本線的3輛2002年丹尼士三叉戟巴士（KU7538、KV6817、KV6935）則調到259D線。後來有指出坑時可「偷位」轉彎，所以取消了對富豪超級奧林比安12米（3ASV、AVW）及富豪B9TL 12米（AVBE、AVBWU）的禁令，並加入歐盟五型版的富豪B9TL 12米（AVBWU）作掛牌車。 
九巴第一輛亞歷山大丹尼士Enviro 500 MMC於2013年4月30日首航本線。事隔3個月後(7月9日)才正式服務本線。
2022年10月下旬，本線將原本24部掛牌的亞歷山大丹尼士Enviro 500 MMC 12米減至2部，以歐盟六型巴士代替，當中首次加入四部12.8米巴士作恆常派車之用，以提升服務質素。
現時本線使用23輛Enviro500 MMC（4輛12米ATENU、19輛12.8米E6X），均屬屯門車廠。
| 車隊編號  | 車牌    |
| --------- | ------- |
| ATENU1376 | VK 1217 |
| ATENU1380 | VK1936  |
| ATENU1506 | VN6840  |
| ATENU1618 | VT1562  |
| E6X10     | WH 933  |
| E6X22     | WH6864  |
| E6X25     | WH7680  |
| E6X26     | WH8437  |
| E6X49     | WM 441  |
| E6X54     | WM7677  |
| E6X85     | WN7061  |
| E6X86     | WN7219  |
| E6X88     | WN7443  |
| E6X91     | WU2713  |
| E6X123    | WV4472  |
| E6X204    | YA2063  |
| E6X205    | YA1560  |
| E6X207    | YA 831  |
| E6X209    | YA1047  |
| E6X210    | YA1758  |
| E6X211    | YA1872  |
| E6X218    | YA8427  |
| E6X241    | YB2269  |

## 行車路線
屯門（良景邨）開經：田景路、鳴琴路、良運街、震寰路、青田路、屯門公路、屯發路、屯門公路、荃灣路、葵涌道、長沙灣道、彌敦道、旺角道、洗衣街、亞皆老街及聯運街。
特別班次不停靠有斜體字之路段，有粗體字之路段只限特別班次停靠。
旺角東站開經：聯運街、弼街、洗衣街、亞皆老街、彌敦道、長沙灣道、荔枝角道、葵涌道、荃灣路、屯門公路、屯喜路、屯門公路、青田路、震寰路、鳴琴路及田景路。

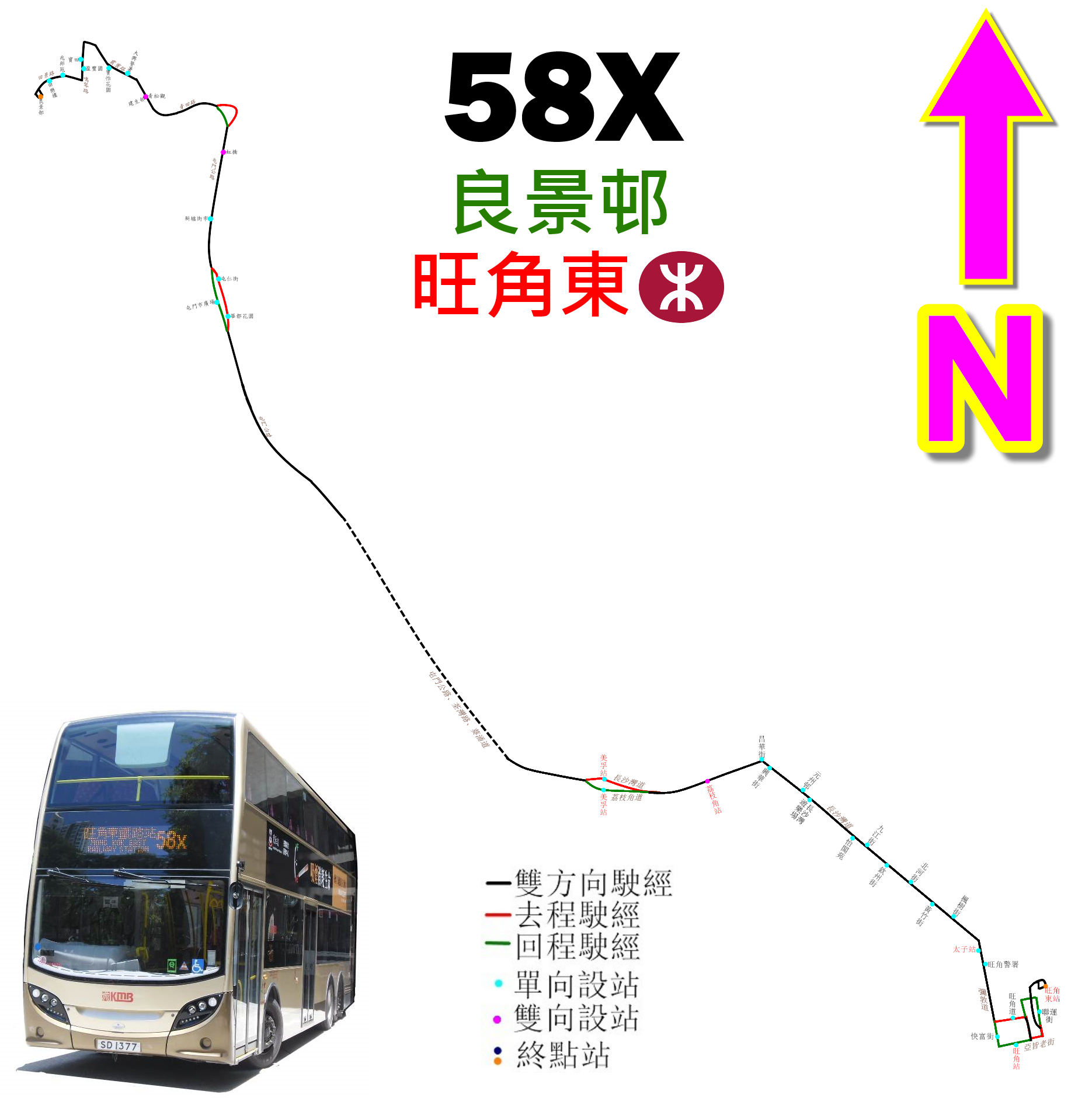
本線的走線圖

具體停站請參考資訊框

## 營運狀況
本線是屯門良田區主要的對外路線之一，由於能直接到達九龍及屯門主要心臟地區，深受乘客歡迎，雖然良田區隨後開辦多條直達尖沙咀（260X）、東九龍（258D）及港島（960）的巴士路線，但本線客量仍然不太受到影響，客量一直維持高水平。另外由於本線也直達屯門區主要購物點屯門市廣場，故此有大量乘客在屯門市廣場刻意排隊等候58系列路線（即本線及58M線）及260X線往屯門西北區。雖然九巴曾經加價（屯門區內收費$4.6），但亦改變不了屯門居民的乘車習慣。即使九廣西鐵（今屯馬綫一部分）於2003年聖誕前通車，由於乘搭屯馬綫需要多重轉車（遠離良田區及旺角市區），而且車費比本線高昂，本線顯得直接方便，因此影響只是輕微。
自2017年起至2020年前，由於大量從深圳灣的跨境客乘搭B3X至紅橋後，轉乘本線往西九龍市區，導致車上的輪椅停放區已放滿行李，嚴重影響行車安全。
展望未來，由於新鴻基地産和新世界發展物業即將入伙，屆時本線使用率將不斷增加。

## 外部連結
1. 1 2 3 4 5  此站設有拍卡機，下車乘客可到拍卡機領取車費回贈
2. ↑  設有拍卡機，往葵芳方向下車乘客可到拍卡機領取車費回贈
3. 1 2  . 九龍巴士（一九三三）有限公司.   [2022-11-09]. （原始内容存档于2022-07-03） （中文（香港））.
4. ↑  〈http://www.kmb.hk/tc/news/press/archives/news201503192212.html （页面存档备份，存于） 九龍巴士（一九三三）有限公司，100條九巴及龍運路線增設巴士到站時間預報系統〉［新聞稿］，2015年3月21日。
5. ↑  〈https://search.kmb.hk/KMBWebSite/AnnouncementPicture.ashx?url=1701934816_8012_0.pdf （页面存档备份，存于） 九龍巴士（一九三三）有限公司，58X
修訂行車時間表並取消星期六由建生開出特別班次〉［新聞稿］，2023年12月6日。

- 九巴58X線官方網站路線資料 （页面存档备份，存于）
- 58X資料 （页面存档备份，存于）
- 58X路線介紹 （页面存档备份，存于）
- 九巴新一代E50D巴士首航，行走58X線往九龍方向行車片段 （页面存档备份，存于），Youtube
- 容偉釗. . 香港: BSI (香港). 2002年  [2017-06-23]. ISBN 962-8414-62-3. （原始内容存档于2016-03-26）. （页面存档备份，存于）
- 郭炳華. . 香港: 80M巴士專門店. 2010年. ISBN 962-8686-95-X.